# Lodołamacz (książka)
Lodołamacz (ros. Ледокол) – książka autorstwa Wiktora Suworowa z 1987 roku, w której przedstawił tezę, iż ZSRR planował atak na Europę opanowaną przez nazistowskie Niemcy.
Autor stawia tezę, według której Józef Stalin nie tylko nie prowadził polityki mającej odłożyć wojnę na późniejsze lata, lecz także wręcz zaogniał wszelkie konflikty w Europie, by wywołały one wojnę pomiędzy europejskimi mocarstwami, mając je osłabić na tyle, by Związek Radziecki mógł je bez problemu podbić. 
Później powstały cztery kolejne książki w serii rozpoczętej przez Lodołamacza: Dzień „M”, Ostatnia republika, Ostatnia Defilada i Klęska.

## Wydania polskie
- Wydanie pierwsze: Lodołamacz ISBN 83-85195-54-8 1992 (Editions Spotkania)
- Wydanie drugie: Lodołamacz ISBN 83-89187-12-4 1997 (AiB - Wydawnictwo Adamski i Bieliński)
- Wydanie trzecie: Lodołamacz ISBN 978-83-7510-010-5 2008 (Rebis)